# Panticosa (ort)
Panticosa är en ort i Spanien.   Den ligger i provinsen Provincia de Huesca och regionen Aragonien, i den nordöstra delen av landet, 400 km nordost om huvudstaden Madrid. Panticosa ligger 1 189 meter över havet och antalet invånare är 711.
Terrängen runt Panticosa är bergig åt sydost, men åt nordväst är den kuperad. Panticosa ligger nere i en dal. Runt Panticosa är det mycket glesbefolkat, med 3 invånare per kvadratkilometer. Närmaste större samhälle är Sallent de Gállego, 6,8 km nordväst om Panticosa. Trakten runt Panticosa består i huvudsak av gräsmarker.